# Пономарьов Георгій Олексійович
Гео́ргій Олексі́йович Пономарьо́в (1 вересня 1922 — 29 травня 1985) — радянський футболіст, тренер. Суддя всесоюзної категорії (з 1971 року).

## Біографія

Могила Георгія Пономарьова

Народився 1 вересня 1922 року. Брав участь у боях німецько-радянської війни. Як футболіст виступав за «Динамо» (Воронеж), «Динамо» (Київ), ТДВ (Київ), «Машинобудівник» (Київ), «Авангард» (Крюків). Нападник. У чемпіонатах СРСР провів 132 матчі, забив 20 голів. Володар Кубка УРСР 1946–1948 років і 1955 року. У 1960 році був граючим тренером «Авангарду» (Крюків), потім в 1961–1964 роках — граючим тренером команди Київського комбінату хімволокна, а в 1964–1982 роках — тренером усіх клубних команд Київського заводу верстатів-автоматів імені Горького. Судив матчі чемпіонату і Кубка СРСР. 
Помер 29 травня 1985 року. Похований у Києві на Байковому кладовищі.
| Сезон | Команда         | Ліга | Ігри | Голи |
| ----- | --------------- | ---- | ---- | ---- |
| 1946  | «Динамо» (Київ) | D1   | 7    | 2    |
| 1947  | «Динамо» (Київ) | D1   | 23   | 4    |
| 1948  | «Динамо» (Київ) | D1   | 17   | 1    |
| 1949  | «Динамо» (Київ) | D1   | 25   | 7    |
| 1950  | «Динамо» (Київ) | D1   | 35   | 4    |
| 1951  | «Динамо» (Київ) | D1   | 24   | 2    |
| 1952  | ОБО (Київ)      | D2   | 7    | 2    |
| 1953  | ОБО (Київ)      | D2   | 4    | 2    |
| 1954  | ОБО (Київ)      | D2   | 19   | 5    |